# Vuelta a España 2019 – 6. etap
6. etap kolarskiego wyścigu Vuelta a España 2019 odbył się 29 sierpnia na trasie liczącej 198,9 km. Start etapu miał miejsce w Mora de Rubielos, a meta w Ares del Maestrat.

## Klasyfikacja etapu
| \| Klasyfikacja etapu \| Klasyfikacja etapu \| Klasyfikacja etapu \| Klasyfikacja etapu \| Klasyfikacja etapu \| \| Kolarz \| Kolarz \| Państwo \| Drużyna \| Czas \| \| ------------------ \| ------------------ \| ------------------ \| -------------------------- \| ------------------ \| \| 1. \| Jesús Herrada \| Hiszpania \| Cofidis, Solutions Crédits \| 4h 43' 55" \| \| 2. \| Dylan Teuns \| Belgia \| Bahrain-Merida \| + 7" \| \| 3. \| Dorian Godon \| Francja \| AG2R La Mondiale \| + 21" \| \| 4. \| Robert Gesink \| Holandia \| Team Jumbo-Visma \| + 21" \| \| 5. \| Bruno Armirail \| Francja \| Groupama-FDJ \| + 37" \| \| 6. \| Paweł Poljański \| Polska \| Bora-Hansgrohe \| + 39" \| \| 7. \| Nelson Oliveira \| Portugalia \| Movistar Team \| + 45" \| \| 8. \| Gianluca Brambilla \| Włochy \| Trek-Segafredo \| + 47" \| \| 9. \| David de la Cruz \| Hiszpania \| Team Ineos \| + 50" \| \| 10. \| Tsgabu Grmay \| Etiopia \| Mitchelton-Scott \| + 2' 35" \| |                    |            |                            |            |
| |                    |            |                            |            |
| Źródło: ProCyclingStats |                    |            |                            |            |
| Klasyfikacja etapu |                    |            |                            |            |
| Kolarz | Kolarz             | Państwo    | Drużyna                    | Czas       |
| 1. | Jesús Herrada      | Hiszpania  | Cofidis, Solutions Crédits | 4h 43' 55" |
| 2. | Dylan Teuns        | Belgia     | Bahrain-Merida             | + 7"       |
| 3. | Dorian Godon       | Francja    | AG2R La Mondiale           | + 21"      |
| 4. | Robert Gesink      | Holandia   | Team Jumbo-Visma           | + 21"      |
| 5. | Bruno Armirail     | Francja    | Groupama-FDJ               | + 37"      |
| 6. | Paweł Poljański    | Polska     | Bora-Hansgrohe             | + 39"      |
| 7. | Nelson Oliveira    | Portugalia | Movistar Team              | + 45"      |
| 8. | Gianluca Brambilla | Włochy     | Trek-Segafredo             | + 47"      |
| 9. | David de la Cruz   | Hiszpania  | Team Ineos                 | + 50"      |
| 10. | Tsgabu Grmay       | Etiopia    | Mitchelton-Scott           | + 2' 35"   |

## Klasyfikacje po etapie

### Klasyfikacja generalna
| \| Klasyfikacja generalna \| Klasyfikacja generalna \| Klasyfikacja generalna \| Klasyfikacja generalna \| Klasyfikacja generalna \| \| Kolarz \| Kolarz \| Państwo \| Drużyna \| Czas \| \| ---------------------- \| ---------------------- \| ---------------------- \| ---------------------- \| ---------------------- \| \| 1. \| Dylan Teuns \| Belgia \| Bahrain-Merida \| 23h 44' 00" \| \| 2. \| David de la Cruz \| Hiszpania \| Team Ineos \| + 38" \| \| 3. \| Miguel Ángel López \| Kolumbia \| Astana \| + 1' 00" \| \| 4. \| Primož Roglič \| Słowenia \| Team Jumbo-Visma \| + 1' 14" \| \| 5. \| Nairo Quintana \| Kolumbia \| Movistar Team \| + 1' 23" \| \| 6. \| Robert Gesink \| Holandia \| Team Jumbo-Visma \| + 1' 23" \| \| 7. \| Alejandro Valverde \| Hiszpania \| Movistar Team \| + 1' 28" \| \| 8. \| Esteban Chaves \| Kolumbia \| Mitchelton-Scott \| + 2' 17" \| \| 9. \| Rafał Majka \| Polska \| Bora-Hansgrohe \| + 2' 18" \| \| 10. \| Tadej Pogačar \| Słowenia \| UAE Team Emirates \| + 2' 47" \| |                    |           |                   |             |
| |                    |           |                   |             |
| Źródło: ProCyclingStats |                    |           |                   |             |
| Klasyfikacja generalna |                    |           |                   |             |
| Kolarz | Kolarz             | Państwo   | Drużyna           | Czas        |
| 1. | Dylan Teuns        | Belgia    | Bahrain-Merida    | 23h 44' 00" |
| 2. | David de la Cruz   | Hiszpania | Team Ineos        | + 38"       |
| 3. | Miguel Ángel López | Kolumbia  | Astana            | + 1' 00"    |
| 4. | Primož Roglič      | Słowenia  | Team Jumbo-Visma  | + 1' 14"    |
| 5. | Nairo Quintana     | Kolumbia  | Movistar Team     | + 1' 23"    |
| 6. | Robert Gesink      | Holandia  | Team Jumbo-Visma  | + 1' 23"    |
| 7. | Alejandro Valverde | Hiszpania | Movistar Team     | + 1' 28"    |
| 8. | Esteban Chaves     | Kolumbia  | Mitchelton-Scott  | + 2' 17"    |
| 9. | Rafał Majka        | Polska    | Bora-Hansgrohe    | + 2' 18"    |
| 10. | Tadej Pogačar      | Słowenia  | UAE Team Emirates | + 2' 47"    |

### Klasyfikacja punktowa
| Klasyfikacja punktowa | Klasyfikacja punktowa | Klasyfikacja punktowa | Klasyfikacja punktowa      | Klasyfikacja punktowa |
| Kolarz                | Kolarz                | Państwo               | Drużyna                    | Punkty                |
| --------------------- | --------------------- | --------------------- | -------------------------- | --------------------- |
| 1.                    | Sam Bennett           | Irlandia              | Bora-Hansgrohe             | 45 pkt                |
| 2.                    | Nairo Quintana        | Kolumbia              | Movistar Team              | 36 pkt                |
| 3.                    | Fabio Jakobsen        | Holandia              | Deceuninck-Quick Step      | 34 pkt                |
| 4.                    | Primož Roglič         | Słowenia              | Team Jumbo-Visma           | 28 pkt                |
| 5.                    | Ángel Madrazo         | Hiszpania             | Burgos-BH                  | 26 pkt                |
| 6.                    | Jesús Herrada         | Hiszpania             | Cofidis, Solutions Crédits | 25 pkt                |
| 7.                    | Luka Mezgec           | Słowenia              | Mitchelton-Scott           | 25 pkt                |
| 8.                    | Jetse Bol             | Holandia              | Burgos-BH                  | 24 pkt                |
| 9.                    | Tadej Pogačar         | Słowenia              | UAE Team Emirates          | 22 pkt                |
| 10.                   | Edward Theuns         | Belgia                | Trek-Segafredo             | 22 pkt                |

### Klasyfikacja górska
| Klasyfikacja górska | Klasyfikacja górska | Klasyfikacja górska | Klasyfikacja górska        | Klasyfikacja górska |
| Kolarz              | Kolarz              | Państwo             | Drużyna                    | Punkty              |
| ------------------- | ------------------- | ------------------- | -------------------------- | ------------------- |
| 1.                  | Ángel Madrazo       | Hiszpania           | Burgos-BH                  | 33 pkt              |
| 2.                  | Jetse Bol           | Holandia            | Burgos-BH                  | 11 pkt              |
| 3.                  | Wout Poels          | Holandia            | Team Ineos                 | 8 pkt               |
| 4.                  | Alejandro Valverde  | Hiszpania           | Movistar Team              | 6 pkt               |
| 5.                  | José Herrada        | Hiszpania           | Cofidis, Solutions Crédits | 6 pkt               |
| 6.                  | Jesús Herrada       | Hiszpania           | Cofidis, Solutions Crédits | 5 pkt               |
| 7.                  | Sander Armée        | Belgia              | Lotto-Soudal               | 4 pkt               |
| 8.                  | Tsgabu Grmay        | Etiopia             | Mitchelton-Scott           | 3 pkt               |
| 9.                  | Jelle Wallays       | Belgia              | Lotto-Soudal               | 3 pkt               |
| 10.                 | Pierre Latour       | Francja             | AG2R La Mondiale           | 3 pkt               |

### Klasyfikacja młodzieżowa
| Klasyfikacja młodzieżowa | Klasyfikacja młodzieżowa | Klasyfikacja młodzieżowa | Klasyfikacja młodzieżowa      | Klasyfikacja młodzieżowa |
| Kolarz                   | Kolarz                   | Państwo                  | Drużyna                       | Czas                     |
| ------------------------ | ------------------------ | ------------------------ | ----------------------------- | ------------------------ |
| 1.                       | Miguel Ángel López       | Kolumbia                 | Astana                        | 23h 45' 00"              |
| 2.                       | Tadej Pogačar            | Słowenia                 | UAE Team Emirates             | + 1' 47"                 |
| 3.                       | Sergio Higuita           | Kolumbia                 | EF Education First            | + 2' 46"                 |
| 4.                       | Óscar Rodríguez          | Hiszpania                | Euskadi Basque Country-Murias | + 3' 37"                 |
| 5.                       | Ruben Guerreiro          | Portugalia               | Katusha-Alpecin               | + 3' 38"                 |
| 6.                       | Daniel Felipe Martínez   | Kolumbia                 | EF Education First            | + 3' 49"                 |
| 7.                       | Cristián Rodríguez       | Hiszpania                | Caja Rural-Seguros RGA        | + 4' 34"                 |
| 8.                       | James Knox               | Wielka Brytania          | Deceuninck-Quick Step         | + 5' 24"                 |
| 9.                       | Mark Padun               | Ukraina                  | Bahrain-Merida                | + 5' 57"                 |
| 10.                      | Niklas Eg                | Dania                    | Trek-Segafredo                | + 7' 57"                 |

### Klasyfikacja drużynowa
| Klasyfikacja drużynowa | Klasyfikacja drużynowa | Klasyfikacja drużynowa       | Klasyfikacja drużynowa |
| Drużyna                | Drużyna                | Państwo                      | Czas                   |
| ---------------------- | ---------------------- | ---------------------------- | ---------------------- |
| 1.                     | Movistar Team          | Hiszpania                    | 70h 43' 49"            |
| 2.                     | Team Jumbo-Visma       | Holandia                     | + 15"                  |
| 3.                     | AG2R La Mondiale       | Francja                      | + 9' 56"               |
| 4.                     | Bahrain-Merida         | Bahrajn                      | + 10' 25"              |
| 5.                     | Mitchelton-Scott       | Australia                    | + 10' 56"              |
| 6.                     | Trek-Segafredo         | Stany Zjednoczone            | + 12' 20"              |
| 7.                     | Astana                 | Kazachstan                   | + 13' 35"              |
| 8.                     | Team Sunweb            | Niemcy                       | + 14' 02"              |
| 9.                     | UAE Team Emirates      | Zjednoczone Emiraty Arabskie | + 15' 01"              |
| 10.                    | EF Education First     | Stany Zjednoczone            | + 15' 56"              |